# Aziatische kampioenschappen judo 1991
De Aziatische kampioenschappen judo van 1991 werden op 9 en 10 november 1991 gehouden in Osaka in Japan. 

## Medailles

### Mannen
| Onderdeel          | Goud             | Goud | Zilver             | Zilver | Brons                         | Brons   |
| ------------------ | ---------------- | ---- | ------------------ | ------ | ----------------------------- | ------- |
| Klasse tot 60 kg   | Yoon Hyun        | KOR  | L. Rentsendorj     | MGL    | Tadashi Itakusu Lin Wen-Liang | JPN TPE |
| Klasse tot 65 kg   | Kenji Maruyama   | JPN  | Han Bo-Sam         | KOR    | Kim Hyo-Son Biala             | KOR IND |
| Klasse tot 71 kg   | Chung Hoon       | KOR  | Khalium Boldbaatar | MGL    | Kim Hideyuki Sakai            | PRK JPN |
| Klasse tot 78 kg   | Jeon Man-Bae     | KOR  | Yoshiyuki Takanami | JPN    | Luo Wei-You D. Dorjbat        | TPE MGL |
| Klasse tot 86 kg   | Yoshio Nakamura  | JPN  | Dehghani           | IRI    | Kim Seok-Gyu T. Tserenpuntsag | KOR MGL |
| Klasse tot 95 kg   | Michiaki Kamochi | JPN  | Zareian            | IRI    | Lee Chung-Seok Batbayar       | KOR MGL |
| Klasse boven 95 kg | Kim Kun-soo      | KOR  | Hideyuki Sekine    | JPN    | Odvogin Baljinnyam Guo Yubin  | MGL CHN |
| Open klasse        | Jun Konno        | JPN  | B.Badmaanyambuu    | MGL    | Yan Guo Yubin                 | TPE CHN |

### Vrouwen
| Onderdeel          | Goud           | Goud | Zilver         | Zilver | Brons                          | Brons   |
| ------------------ | -------------- | ---- | -------------- | ------ | ------------------------------ | ------- |
| Klasse tot 48 kg   | Tang Lihong    | CHN  | Huang Yu-Shin  | TPE    | Ryoko Tamura Erdenet-Od        | JPN MGL |
| Klasse tot 52 kg   | Su             | CHN  | Mutsumi Ueda   | JPN    | Kim Eun-Hee Chou Yu-Ping       | KOR TPE |
| Klasse tot 56 kg   | Jung Sung-Sook | KOR  | Chiyori Tateno | JPN    | Law Zeng Hsiao-Fen             | HKG TPE |
| Klasse tot 61 kg   | Wang Yangbei   | CHN  | Koo Hyun-Suk   | KOR    | Badamsuren Hiroko Kitazume     | MGL JPN |
| Klasse tot 66 kg   | Ryoko Fujimoto | JPN  | Wu Jiu-Ling    | TPE    | Yalin Keum Jin-Hee             | INA KOR |
| Klasse tot 72 kg   | Yoko Tanabe    | JPN  | Leng Chunhui   | CHN    | Cho Hyun-Suk Hsu Yu-Gu         | KOR TPE |
| Klasse boven 72 kg | Qiao Yanmin    | CHN  | Yukari Asada   | JPN    | Chak Mi-Jeong Chen Mei-Hui     | KOR TPE |
| Open klasse        | Qiao Yanmin    | CHN  | Cho Hyun-Suk   | KOR    | Noriko Matsuo Sambuu Dashdulam | JPN MGL |

## Medaillespiegel
| Plaats | Land           | Goud | Zilver | Brons | Totaal |
| 1      | Japan          | 6    | 5      | 5     | 16     |
| 2      | Zuid-Korea     | 5    | 3      | 7     | 15     |
| 3      | China          | 5    | 1      | 2     | 8      |
| 4      | Mongolië       | 0    | 3      | 7     | 10     |
| 5      | Chinees Taipei | 0    | 2      | 7     | 9      |
| 6      | Iran           | 0    | 2      | 0     | 2      |
| 7      | India          | 0    | 0      | 1     | 1      |
| 7      | Noord-Korea    | 0    | 0      | 1     | 1      |
| 7      | Hongkong       | 0    | 0      | 1     | 1      |
| 7      | Indonesië      | 0    | 0      | 1     | 1      |
| Totaal | Totaal         | 16   | 16     | 32    | 64     |